# Dictionnaire de l’Académie française
Das Dictionnaire de l’Académie française ist das Wörterbuch der Académie française. Es ist seit 1687 in neun Auflagen erschienen. Die vierbändige neunte Auflage wurde 1986 begonnen und 2024 abgeschlossen.

## Veröffentlichungen
Die Commission du dictionnaire, die zum größten Teil aus Mitgliedern der französischen Sprachakademie besteht, leitet die Arbeit an dem Wörterbuch.
- Le Dictionnaire de l’Académie françoise dedié au Roy (1. Auflage), Chez Jean-Baptiste Coignard, Paris 1694.
- Nouveau Dictionnaire de l’Académie françoise dedié au Roy (2. Auflage), Paris 1718, OCLC 406802113.
- Le Dictionnaire de l’Académie françoise (3. Auflage), Chez Jean-Baptiste Coignard, Paris 1740, OCLC 37522301.
- Le Dictionnaire de l’Académie françoise (4. Auflage), Bernard Brunet, Paris 1762, OCLC 8303888.
- Le Dictionnaire de l’Académie françoise (5. Auflage), J.J.Smits, Paris 1798, OCLC 301189902.
- Dictionnaire de l’Académie française (6. Auflage), Firmin Didot Frères, Paris 1835, OCLC 2147157.
- Dictionnaire de l’Académie française (7. Auflage), Librairie de Firmin-Didot, Paris 1879, OCLC 887103120.
- Dictionnaire de l’Académie française (8. Auflage), Hachette, Paris 1932–1935, OCLC 813698434.
- Dictionnaire de l’Académie française (9. Auflage), Impr. nationale, Paris 1986–2024, mit Online-Addenda für Bd. 1 bis 3.[2]

## Entstehung und Verfasser des Wörterbuchs von 1694
Nach Gründung der Akademie, einem Wörterbuchprogramm von Jean Chapelain und ersten negativen Erfahrungen mit der Wörterbucharbeit, die von den Mitgliedern als Fron (corvée) empfunden wurde, beauftragte man 1639 Claude Favre de Vaugelas damit, einen vorläufigen Wörterbuchtext, den sogenannten Canevas, vorzulegen, der in den Sitzungen besprochen werden sollte. Der Tod des Akademiegründers Richelieu 1642 und Vaugelas‘ 1650 führte zu Stockungen. Vaugelas‘ bis zum Buchstaben I vorgedrungener Text wurde von François Eudes de Mézeray weitergeführt und erreichte 1672 fast das Ende des Alphabets.
Angesichts des schleppenden Fortgangs der Arbeiten übernahm 1672 Ludwig XIV. selbst die Rolle eines Protektors der Akademie und setzte Jean-Baptiste Colbert als Unterprotektor ein, der sich über seinen Gewährsmann Charles Perrault Einfluss auf die Akademie verschaffte. Zur Beschleunigung der Arbeit erfand Colbert das System des Sitzungsgeldes mittels Wertmarken (Jetons) für die bei der Wörterbucharbeit Anwesenden. Dieses System führte zur Bildung einer am Geld interessierten Kaste, den sogenannten Jetonniers, die – weil das vorhandene Geld auf die Anwesenden aufgeteilt wurde – ein Interesse daran hatten, unter sich zu bleiben. Beaulieux beschreibt die Jetonniers als geldgierig, eitel, eifersüchtig, hysterisch, grob und ignorant. Von 1678 bis 1692 kam es zum Druck (in 500 Exemplaren) einer ersten Wörterbuchausgabe, die derart mit Fehlern behaftet war, dass die Akademie beschloss, sie nicht für den Verkauf freizugeben. Die 500 zurückgehaltenen Exemplare wurden 1714 eingestampft. Teildrucke und Raubdrucke (mit Druckort Frankfurt am Main 1687) haben sich erhalten.
Von Juli 1692 bis August 1694 wurde der durch Louis de Courcillon de Dangeau, Jean Barbier d’Aucour und Thomas Corneille  einer intensiven Korrektur unterzogene Text endgültig gedruckt und am 24. August 1694 dem König vorgelegt. In den Niederlanden erschien eine Art Raubdruck, der lange zu Unrecht als zweite Auflage betrachtet wurde.
Die eigentliche Wörterbucharbeit lag in den Händen einer relativ kleinen Gruppe von Jetonniers. Die hochgestellten Akademiemitglieder kamen ohnehin fast nie zu den Sitzungen. Andere blieben den Sitzungen fern, weil die Jetonniers ein raues Klima geschaffen hatten, das ihnen nicht behagte. Weder Corneille, Bossuet oder Racine noch Boileau oder La Fontaine haben am Wörterbuch gearbeitet. Als eigentliche Autoren nennt Beaulieux außer Chapelain, Mézeray und François-Séraphin Regnier-Desmarais (Secrétaire perpétuel nach Mézeray) zehn Akademiemitglieder: François Charpentier, Isaac de Benserade, Jean Doujat, François Tallemant der Ältere, Gédéon Tallemant des Réaux, Charles Cotin, Claude Boyer, Michel Le Clerc, Philippe Quinault und Charles Perrault. Wortführer war über Jahrzehnte Charpentier, der auch das Wörterbuchvorwort verfasste.

## Konzeption und Quellen des Wörterbuchs von 1694
Chapelain schwebte ursprünglich das Vocabolario degli Accademici della Crusca als Vorbild vor, doch musste er schnell einsehen, dass die Sprache seiner Zeit zur Literatur der Vergangenheit in einem völlig anderen Verhältnis stand und dass das Zitieren der großen Autoren der Vergangenheit in Frankreich keinen Sinn machte. Man schwenkte völlig um und erstellte – vornehmlich aus den zweisprachigen Wörterbüchern mit Latein, Italienisch, Deutsch und Englisch – ein phrasenreiches Wörterbuch des für zentral angesehenen Wortschatzes (unter Ausschluss des Seltenen, des Alten, des stark Markierten und des Technischen), in dem die zusammengesetzten und abgeleiteten Wörter statt an ihrer alphabetischen Stelle im Anschluss an das Grundwort behandelt wurden. Das war letztlich eine didaktische Konzeption, die auf das Sprechen und Schreiben zielte und die vor allem von den Lernenden, den unsicheren Sprechern und den fremdsprachlichen Benutzern gewürdigt werden konnte, deren es im Königreich, wo viele nur Provenzalisch, Bretonisch, Flämisch oder Patois sprachen, Millionen gab. Zur Ergänzung im technischen Bereich und im weiteren Bereich der schweren Wörter publizierte das Akademiemitglied Thomas Corneille (ebenfalls 1694) den Dictionnaire des arts et des sciences.